# Jean-André Emmerich
Jean-André Emmerich (* 30. März 1949 in Fleurance) ist ein ehemaliger deutscher Boxer. Er war als Berufsboxer deutscher Meister im Superweltergewicht.

## Leben
Der in Frankreich geborene Emmerich lebte ab 1954 in Frankfurt am Main. Als Amateur boxte er zwischen 1966 und 1972 für den FSV Frankfurt. Im Juniorenalter wurde er zweimal deutscher Meister und im Herrenbereich zweimal Vizemeister. Während seiner Amateurlaufbahn durchlief er eine Ausbildung zum Kartografen. Im November 1972 gab er seinen Einstand im Berufsboxen, er gewann acht Kämpfe in Folge, im Dezember 1973 musste er seine erste Niederlage einstecken. Im Oktober 1974 bot sich Emmerich die erste Möglichkeit, bei den Profis um die deutsche Meisterschaft zu boxen: Er verpasste den Titel im Mittelgewicht jedoch, als er in West-Berlin Frank Reiche unterlag. Emmerich gab den Kampf in der zweiten Runde auf.
Rund zwei Jahre später stand Emmerich im Kampf um die deutsche Meisterschaft im Superweltergewicht (Junior-Mittelgewicht) in Frankfurt am Main dem Hamburger Peter Wulf gegenüber und gewann nach Punkten. Wulf legte allerdings Beschwerde ein, da Emmerich beim vorherigen Wiegen Übergewicht aufwies. Emmerich behielt den Titel, musste ihn aber Anfang Dezember 1976 wieder abtreten, als er in Hamburg gegen Frank Wissenbach verlor. Im Mai 1978 sicherte sich Emmerich durch einen Punktsieg über den Berliner Wolfgang Gans wieder den deutschen Meistertitel im Superweltergewicht. Nach rund zweijähriger Kampfpause kehrte er im November 1981 in den Ring zurück und besiegte Horst Schulze im Duell um die deutsche Meisterschaft im Superweltergewicht.
Im August 1982 forderte Emmerich in Italien den Europameister Luigi Minchillo heraus, verlor den Kampf jedoch (K.o. in der vierten Runde). Ende Februar 1984 musste er seinen deutschen Meistertitel an Erwin Heiber abgegeben. Emmerich erachtete die Punktniederlage als Fehlurteil und trat vom Berufsboxen zurück, er widmete sich wieder dem Handel mit Antiquitäten. Während seiner Laufbahn als Boxer absolvierte er ein Malerei- und Grafikstudium, ab 1987 war er als freier Maler und Zeichner tätig. Er ließ sich in Bickenbach nieder.